# لغات أفغانستان
أفغانستان دولة أسيوية، لغتاها الرسمية هي البشتوية وهي لغة الأفغان «البشتون» وتستعمل الدرية على نطاق واسع أيضا . في أفغانستان 49 لغة مسجلة، منها 49 لغة حية، ولغة بائدة واحدة.

## توزيع اللغات
بسبب تعدد أعراق أفغانستان ووقوعها وسط دول مختلفة لذلك تعددت لغاتها، كما أن أكثر سكان أفغانستان يتكلمون أكثر من لغة.
| اللغة      | كتاب حقائق العالم/مكتبة الكونغرس/إثنولوج/الموسوعة الإيرانية |
| ---------- | ----------------------------------------------------------- |
| البشتوية   | 70٪                                                         |
| الدرية     | 20-26٪                                                      |
| الأوزبكية  | 5٪                                                          |
| التركمانية | 2٪                                                          |
| لغات أخرى  |                                                             |

## اللغات المحلية
من اللغات المحلية الأخرى:
- الأيماقية (en)
- العربية (لهجة طاجيكية)
- أسكونو (en)
- أذرية جنوبية
- بلوشية غربية
- البرهوية
- لهجة دروازية فارسية
- الدومرية
- الغوار-باتي (en)
- النانغلامية أو الغرانغالية (en)
- الكجرية
- هزارگی (en)
- الجاكاتية (en)
- الكاتية (en)
- الكامفيرية (en) وهي إحدى لهجات لغة كامكاتا-فيري (en)
- الكاراكالباكية (لغة قرقلباغية)
- الكازاخية
- الكرمنجي
- القيرغيزية
- الملاخلية، وهي لغة غير مصنفة في الإنثولوج (en) وقد تكون لهجة أرمرية
- الموغولية (لغة مغولية)
- المنجية أو المنجانية (en) والسانغليتشي-إشكاشيمية وهما من اللغات الباميرية (en)
- الأرمرية
- البهلفانية، وهي لهجة فارسية
- الباراتشية (en)
- الباريا (en)
- الباشيي (en)
- البراسونية (en) أو الفاسيفارية
- الشينا (شينا (لغة)) وتمسى أيضاً لغة السافي
- الشغنية (en)
- الشوماشتية (en)
- لهجة تانغشيوية الفارسية
- التيراهية (en)
- التريغامية (en)
- التركمانية
- الأويغورية
- الأوزبكية الجنوبية (لغة أوزبكية)
- الويغالية (en)
- الواخية (en)
- الواردوجية، وهي لغة غير مصنفة في الإنثولوج (en) وقد تكون لهجة فارسية
- وتابوري-كاتارقالاي (en)، وهي لغة بائدة.

## لغات أخرى
- التترية
- الأردوية
- البنجابية الغربية (لاهندا)[7]

## وصلات خارجية
- توزيع اللغات في أفغانستان من جامعة كولومبيا
- خريطة أفغانستان اللسانية